# Florentine Steenberghe
Florentine Steenberghe, född den 11 november 1967 i Utrecht, Nederländerna, är en nederländsk före detta landhockeyspelare.
Hon tog OS-brons i damernas landhockeyturnering i samband med de olympiska landhockeytävlingarna 1996 i Atlanta.